# Ryzec kafrový
Ryzec kafrový (Lactarius camphoratus (Bull.) Fr. 1838) je jedlá houba z rodu ryzec. Roní bílé až vodnaté mléko mírné chuti. Voní podobně jako ryzec hnědý, vůně je nejčastěji udávána jako koření maggi. 

## Synonyma
- Agaricus camphoratus Bull. 1793
- Agaricus cimicarius Batsch 1786
- Agaricus subdulcis var. camphoratus (Bull.) Fr. 1821
- Agaricus subdulcis var. cimicarius (Batsch) Pers. 1801
- Lactarius camphoratus var. cimicarius (Batsch) Cooke 1883
- Lactarius camphoratus var. terreyi (Berk. & Broome) Cooke 1883
- Lactarius cimicarius (Batsch) Gillet 1874
- Lactarius terreyi Berk. & Broome 1878
- Lactifluus camphoratus (Bull.) Kuntze 1891
- Lactifluus terreyi (Berk. & Broome) Kuntze 1891[2]

## Popis
Klobouk je široký 20–50 mm, v mládí sklenutý, později plochý, prohloubený až nálevkovitý, často se středovým hrbolem, červenohnědý nebo masově hnědý, někdy s fialovými odstíny, matný, nepásovaný, později vybledající. Okraj klobouku je dlouho podehnutý, v dospělosti někdy zvrásněný. Lupeny jsou husté, červenohnědé, u třeně připojené až mírně sbíhavé. Ten je válcovitý, 25–80 x 4–10 mm dlouhý, červenohnědý, nejprve plný, později dutý.
Dužnina je křehká, světle červenohnědá, neměnná, voní po libečku. Při poranění roní bílé až vodnaté mléko, které je stejně jako dužnina mírné chuti.
Výtrusný prach je krémový, výtrusy jsou široce elipsoidní až téměř kulovité, 6–8 x 5,5–7 µm, se středně vysokou ornamentikou vytvářející značně neúplnou síťku.

## Výskyt
Roste poměrně hojně ve všech typech lesů, upřednostňuje kyselé vlhčí lokality a porosty mechu. Vyrůstá obvykle v menších skupinkách. Muže vyrůst také na rozkládajícím se dřevě pokrytém mechem. Fruktifikuje od června do října.

## Použití
Jedlá houba nižší kvality využitelná spíše ve směsi s dalšími druhy hub. Dle jiných zdrojů jde o nejedlou houbu.

## Podobné druhy
Ryzec ploštičný se od ryzce kafrového liší tmavěji zbarveným kloboukem uprostřed častěji bez hrbolu a pachem začerstva silně ploštičným.
Další záměny mohou být za ryzec dubový, ryzec hnědý, ryzec ryšavý, nebo ryzec červenohnědý.